# 死命 (薬丸岳の小説)
『死命』（しめい）は、作家・薬丸岳が著したミステリー小説である。2012年4月25日に単行本、2014年11月7日に文庫本 が文藝春秋から刊行された。
2019年5月にテレビ朝日系において、『ドラマスペシャル 死命〜刑事のタイムリミット〜』のタイトルでテレビドラマ化された 。
本作はスキルス胃がんを患い、連続殺人犯へと変貌を遂げた青年・榊信一を追うことに生涯を懸ける刑事の蒼井凌、相棒の若手刑事である矢部知樹、そして榊の恋人である山口澄乃の4人の視点から語られている。文芸評論家の郷原宏は、本作について「“死ぬべきいのち”と“生きるか死ぬかの急所”の2つの意味を持つ“死命”を描くことで生きるとは何かを問いかける哲学的なミステリーである」と語っており、著者の薬丸について「異常な殺人衝動に侵された人間をさりげなく一般人の中に息づかせるように描き出せる」作家であると評している。

## 登場人物
榊 信一
蒼井 凌
矢部知樹
山口澄乃

## 書誌情報

### 単行本
- 薬丸岳（著）『死命』、文藝春秋、2012年4月25日発売、ISBN 978-4-16-381320-2

### 文庫本
- 薬丸岳（著）『死命』、文春文庫、2014年11月7日発売、ISBN 978-4-16-790218-6

## テレビドラマ
『ドラマスペシャル 死命〜刑事のタイムリミット〜』（ドラマスペシャル しめい けいじのタイムリミット）のタイトルで、テレビ朝日系において2019年5月19日日曜日21時00分から23時5分（『日曜プライム』枠）に放送された。主演は吉田鋼太郎。

### キャスト
- 蒼井凌（警視庁捜査一課 刑事） - 吉田鋼太郎
- 山口澄乃（榊信一の元恋人で幼馴染） - 蓮佛美沙子（少女期：内田未来）
- 矢部知樹（警視庁日暮里警察署 刑事） - 中尾明慶
- 岩澤兵馬（警視庁捜査一課 刑事） - 小木茂光
- 榊奈保子（榊信一の母） - 黒沢あすか[8]
- 高木庄司（東央病院 医師・榊信一のボランティア仲間） - 金井勇太
- 蒼井瑞希（蒼井と由美子の娘・プロダンサー志望） - 山谷花純[9]
- 沼田祐二（警視庁捜査一課長） - 大高洋夫
- 高杉芳雄（警視庁捜査一課 刑事） - 工藤俊作
- 水野祥代（警視庁日暮里警察署 刑事課長） - 香寿たつき
- 堤綾子（デベロッパー・榊信一のボランティア仲間） - 実咲凜音
- 小杉（榊信一のボランティア仲間） - 尾関陸
- 三浦光春（危険ドラッグの使用者） - 森谷勇太
- 岡本真紀（第1の被害者・服飾専門学生） - 三輪晴香[10]
- 木村千香子（第3の被害者・無職） - 江口ナオ[11]
- 榊奈保子の過去の恋人 - Romi[12]
- 田中祥子（第2の被害者・光栄トラベル 社員） - 寒川綾奈
- 絵梨（榊信一のボランティア仲間） - 梶原みなみ[13]
- 鑑識官 - 長谷川祐之、悠木つかさ
- ミホ（岡本真紀の携帯電話の登録者） - 中村有沙[14]
- カナコ（ミホの連れ） - 奥平フミ
- 従業員 - 橋倉靖彦
- コンビニ店長 - 上西雄大
- 藤野望美（第4の被害者・三雲第一商事 社員） - 岩村水咲
- 野辺陽子（第5の被害者・スナック経営者） - いろさわえみ[15]
- 安東徳次郎（警視庁日暮里警察署 警務課長） - モロ師岡
- 蒼井由美子（蒼井の妻・2年半前に病死） - 大路恵美
- 榊信一（デイトレーダー） - 賀来賢人[7]（幼少期：山口祐輝[16] / 少年期：荒木飛羽[17]）
- 齊藤英里、大澤一成、小玉丈貴、荒井レイラ、稲垣雄大、野呂侑合香、金沢まこと、小窪祐三子

### スタッフ
- 原作 - 薬丸岳 『死命』（文春文庫刊）
- 脚本 - 岩下悠子
- 監督 - 近藤一彦
- 警察指導 - 石坂隆昌
- 医療指導 - 山本昌督、松島由貴子
- 技斗 - 二家本辰巳
- ロケ協力 - 三郷市、富津市、すみだフィルムコミッション、墨田区、東京城東病院、シルバーギーク、よこはまコスモワールド
- 技術協力 - WING-T、バル・エンタープライズ、ジースタッフ
- 美術協力 - 東京美工、紀和美建、高津装飾美術
- ポスプロ - 東映ラボ・テック、東映デジタルセンター
- プロデューサー - 川島誠史（テレビ朝日）、榎本美華（東映）
- 制作 - テレビ朝日、東映